# میکله فریرو
میکله فریرو (به ایتالیایی: Michele Ferrero) (زاده ۲۶ آوریل ۱۹۲۵ - مرگ ۱۴ فوریه ۲۰۱۵) کارآفرین، سرمایه‌دار، بازرگان و مدیر ارشد اجرایی ایتالیایی و رئیس هیئت مدیره و مالک شرکت فریرو بود. شرکت فریرو در سال ۱۹۴۶ توسط پدر وی پیترو فریرو تأسیس گردید.
میکله فریرو در سال ۲۰۱۴ با دارایی خالص ۲۶٫۷ میلیارد دلار، بعنوان ثروتمندترین فرد ایتالیا شناخته شد. وی در ماه مارس ۲۰۱۴ از سوی مجله فوربز، در رتبه ۲۳ از فهرست ثروتمندترین افراد جهان قرار گرفت.